# Las Palomas (Nuevo México)
Las Palomas es un lugar designado por el censo ubicado en el condado de Sierra en el estado estadounidense de Nuevo México. En el Censo de 2010 tenía una población de 173 habitantes y una densidad poblacional de 41,77 personas por km².

## Geografía
Las Palomas se encuentra ubicado en las coordenadas 33°3′32″N 107°17′54″O / 33.05889, -107.29833. Según la Oficina del Censo de los Estados Unidos, Las Palomas tiene una superficie total de 4.14 km², de la cual 4.14 km² corresponden a tierra firme y (0%) 0 km² es agua.

## Demografía
Según el censo de 2010, había 173 personas residiendo en Las Palomas. La densidad de población era de 41,77 hab./km². De los 173 habitantes, Las Palomas estaba compuesto por el 91.33% blancos, el 0% eran afroamericanos, el 4.62% eran amerindios, el 0% eran asiáticos, el 0% eran isleños del Pacífico, el 2.89% eran de otras razas y el 1.16% pertenecían a dos o más razas. Del total de la población el 26.59% eran hispanos o latinos de cualquier raza.